# Jan Cichy
Jan Cichy (ur. 24 grudnia 1949 w Marklowicach Górnych k. Wodzisławia Śląskiego) – polski basista, multiinstrumentalista, muzyk sesyjny, kompozytor, aranżer.
Ojciec muzyka Roberta Cichego.

## Życiorys
Pierwsze lekcje muzyki pobierał u Kazimierza Solika. Jest absolwentem Średniej Szkoły Muzycznej w Rybniku i Akademii Muzycznej im. Karola Szymanowskiego w Katowicach (Wydział Jazzu i Muzyki Rozrywkowej).
Debiutował w lokalnych grupach rockowych, a następnie jazzowych – Lotharsi pod kier. Lothara Dziwokiego i w zespole jazzowym Czesława Gawlika. W latach 1969–1976 wielokrotnie nagradzany na festiwalu jazzowym Jazz nad Odrą we Wrocławiu, jako członek zespołów Lotharsi, Extra Ball i Big-Bandu PWSM Katowice (grając z big bandem na XIV KFPP Opole'76 otrzymał Nagrodę Specjalną KRiTV za najlepszą aranżację). Występował w zespołach: WIEM (album Magia obłoków), Extra Ball (albumy Birthday, Aquarium Live Nr 3), Big Band Katowice (album Music for my friends), Air Condition (album Plaka Nights Live Jazz Jamboree 83), Namysłowski – Śmietana Band, No Smoking, Zbigniew Lewandowski Group (album Golden Lady), Marek Bałata Group, Blow Pipe, From Time To Time, Iza Zając-Jarek Małys Why Not. Współpracował z Andrzejem Rosiewiczem (album Dobry interes), Jackiem Niedzielą (album Wooden Soul), Billem Molenhofem (USA), Arthurem Lipnerem (USA), Heintzem von Moisy (Niemcy), Al Martino (USA).
Przez wiele lat komponował i nagrywał muzykę w Studiu Polskiego Radia w Opolu z Zespołem Rozrywkowym Rozgłośni Opolskiej P. R. pod dyr. Edwarda Spyrki. Współpracował z orkiestrami Jerzego Miliana i Zbigniewa Górnego.
Występował na wielu festiwalach jazzowych w kraju i za granicą, takich jak m.in.: Jazz Jamboree (Warszawa; 1978, 1983, 1984), Berliner Jazztage (1975), Reno Jazz Festival (Nevada), Berkeley (Kalifornia) (1978), Montreal Jazz Festiwal (Kanada, 1984), Festiwal w Pradze (Czechy, dawna Czechosłowacja), Festiwal w Sybinie (Rumunia), „East-West” w Le Manns (Francja), Pori Jazz Festiwal (Finlandia, 1984). Koncertował w wielu krajach Europy Zachodniej, dawnym Bloku wschodnim i republikach ZSRR.
Po wielu latach muzyk powrócił do Marklowic i zamieszkał w swoim domu rodzinnym w Marklowicach . W 2000 roku otrzymał tytuł Honorowego Obywatela Marklowic. Obecnie mieszka w Żorach, gdzie ponownie rozpoczął współpracę z Lotharsami. Zespół w chwili obecnej prowadzony jest przez synów Lothara Dziwokiego.